# لويس لاموريسيير

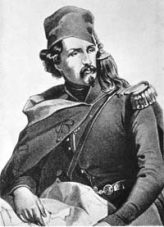
الجنرال كريستوف دو لاموريسيير

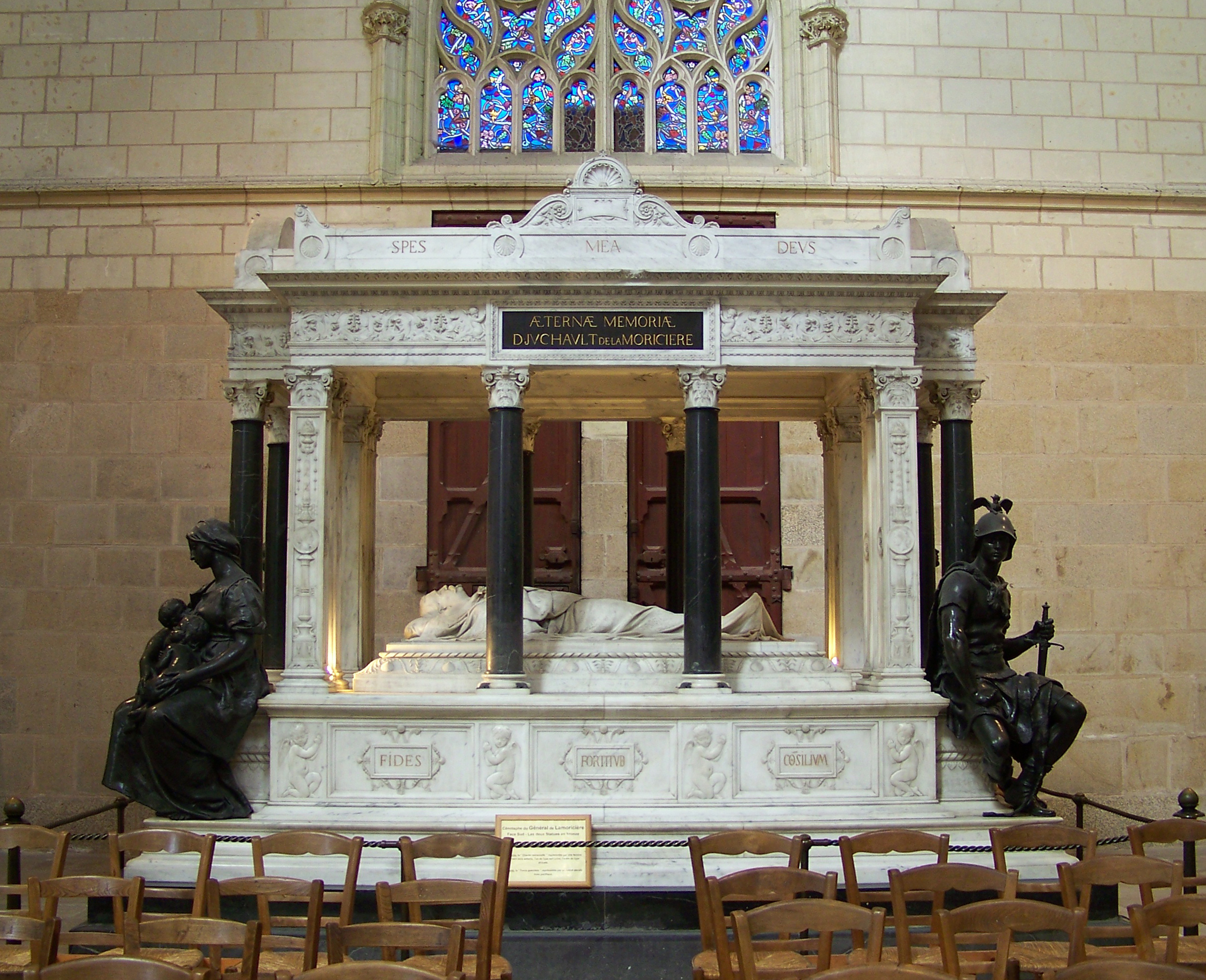
ضريح لا موريسيير في كاتدرائية نانت

كريستوف ليون لويس جوشوا دو لاموريسيير (بالفرنسية: Christophe Léon Louis Juchault de Lamoricière) (5 سبتمبر/ أيلول 1806 - 11 سبتمبر/ أيلول 1865) جنرال فرنسي.إن أفعاله أثناء الحملة الاستعمارية ، والمعترف بأنها حاسمة في الخطة العسكرية، تتسم رغم ذلك بأعمال الإبادة الجماعية وجرائم الحرب ضد سكان المغرب العربي.
تمت ترقيته جنرال في عام 1843، أثناء الحملة التي قادها الجنرال بيجو ضد الأمير عبد القادر في الجزائر ، كما استثمر لاموريسيير في السياسة وانتخب لعضوية الجمعية التشريعية. تم تعيينه وزيراً للحرب في عام 1848 ، وشارك بنشاط في قمع أيام يونيو. نفي بعد انقلاب 2 ديسمبر 1851 بسبب معارضته لويس نابليون بونابرت ، عاد إلى فرنسا ثم بدأ في عام 1860 في خدمة القضية البابوية في الحرب ضد غاريبالدي ، حتى هزيمة كاستلفيداردو.

## الفترة الجزائرية (1830-1848)

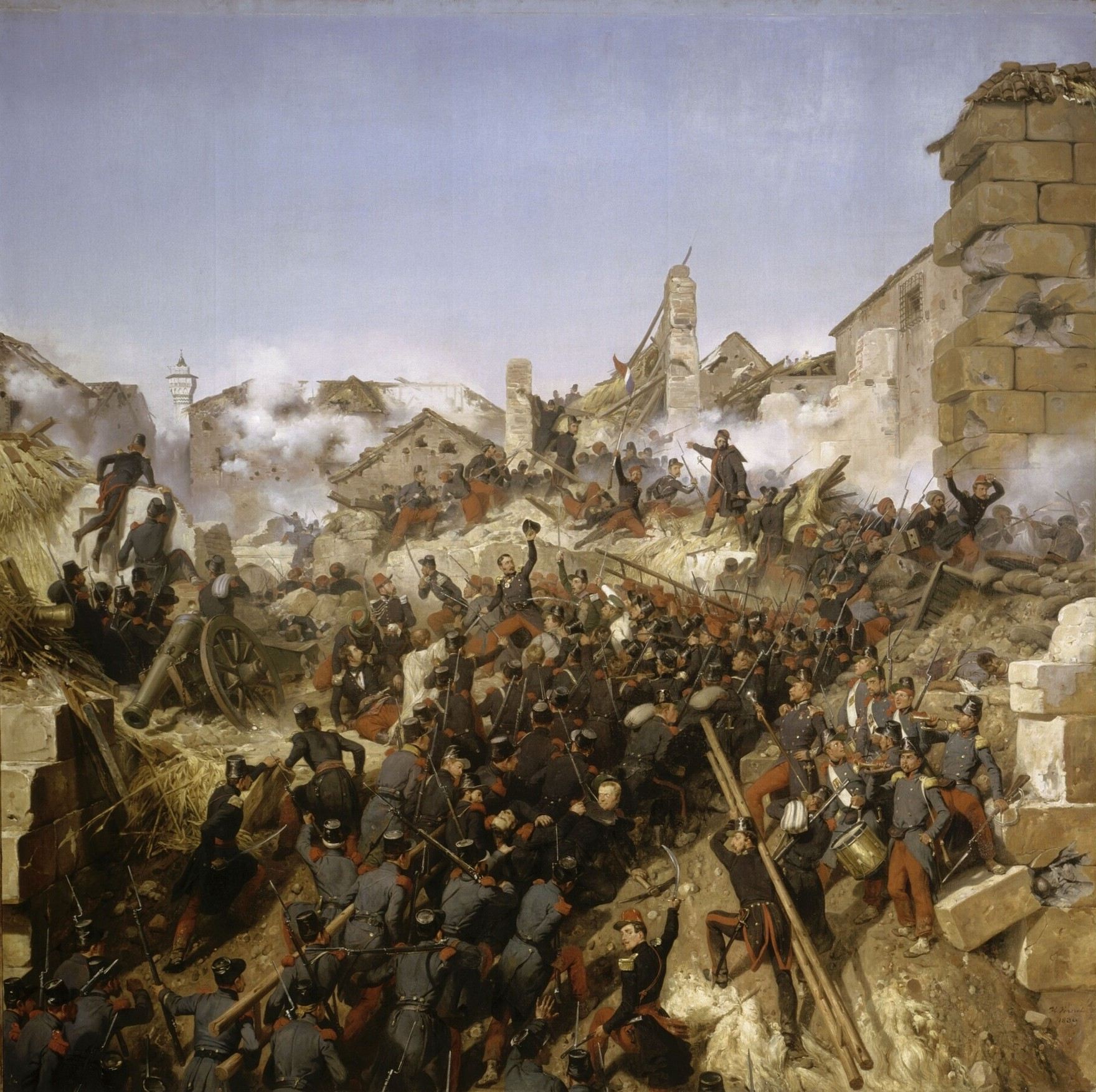
حصار قسنطينة في 1837 من قبل فرقة الزواف التابعين للجنرال لاموريسيير و فرقة صيادين أفريقيا

### البدايات (1830-1833):الزواف
في عام 1830، شارك في الحملة على الجزائر العاصمة، بما في ذلك هجوم حصن الإمبراطور في 4 يوليو 1830 التي انتهت بالاستيلاء على المدينة في 5 يوليو 1830. تم تعيينه في فيلق الزواف، الذي تم إنشاؤه بواسطة الحاكم العسكري العام برتران كلوزيل في أكتوبر 1830 و تمت ترقيته نقيب في 1 نوفمبر 1830. قاد الكتيبة الثانية . و بدأ لاموريسيير في تعلم اللغة العربية.

## مقالات ذات صلة
- الزواف

## روابط خارجية
- لويس لاموريسيير على موقع الموسوعة البريطانية (الإنجليزية)